# نیکلاس بروکس (هنرمند)
نیکلاس بروکس (انگلیسی: Nicholas Brooks؛ زادهٔ ۲۰ مهٔ ۱۹۶۴) هنرمند تجسمی اهل بریتانیا است.
وی همچنین برندهٔ جوایزی همچون جایزه اسکار بهترین جلوه‌های تصویری و جوایز امی ساعات پربیننده شده‌است.
از جمله آثاری که او جلوه های تصویری را طراحی کرده است می‌توان گفت:(Sam - چه کسی گفته نمیتوانم سوار یک رنگین کمان بشوم - Beautiful)